# 4891 Blaga
4891 Blaga eller 1984 GR är en asteroid i huvudbältet som upptäcktes den 4 april 1984 av Rozhen-observatoriet. Den är uppkallad efter författaren Blaga Dimitrova.
Asteroiden har en diameter på ungefär 20 kilometer.